# Ermak Kardanov
Ermak Kardanov (en ruso: Ермак Карданов; 16 de octubre de 1997) es un deportista eslovaco nacido en Rusia que compite en lucha libre. Ganó una medalla de bronce en el Campeonato Europeo de Lucha de 2023, en la categoría de 92 kg.

## Palmarés internacional
| Campeonato Europeo | Campeonato Europeo | Campeonato Europeo | Campeonato Europeo |
| Año                | Lugar              | Medalla            | Categoría          |
| ------------------ | ------------------ | ------------------ | ------------------ |
| 2023               | Zagreb (Croacia)   | Medalla de bronce  | 92 kg              |